# Дунакеси
Дунакеси (на унгарски: Dunakeszi) е град в Унгария. Населението му е 43 490 жители (по приблизителна оценка за януари 2018 г.), а площта 31,06 кв. км. Намира се в часова зона UTC+1.
Пощенският му код е 2120, а телефонния 27.